# Феликс Равенски
Феликс (на италиански: Felice) е архиепископ на Равена от VIII век, на длъжност от 709 г. до смъртта си. Ръкоположен е от папа Константин, но скоро след това обявява своята независимост от Рим. Когато Равена е превзета от силите на Юстиниан II, Феликс е отведен в Константинопол, съден, ослепен и изпратен в изгнание. Юстиниан е свален от власт през 711 г. и Феликс се завръща от Понт в Равена.
Събира 176 проповеди на своя предшественик Петър Хрисолог.